# Bart Simpson
Bartholomew J. Simpson egy kitalált szereplő a Simpson család animációs rajzfilmsorozatban. Apja Homer, anyja Marge. Testvérei: Lisa és Maggie.
Bart mindent meg akar szerezni és általában meg is kapja, amit akar, ami gyakran több, mint amit szeretett volna. Gyakran tölti fel magát egy Kwik-E-Mart szirupos finomsággal; energikus csínytevései mindenkit izgalomban tartanak. Igazi harc a Barttal való foglalkozás: Homer azzal küzd, hogy megőrizze hidegvérét, Lisa a figyelméért harcol, Marge azon van, hogy megmentse Bart torkát Homer-tól. Habár a dacos rosszcsontot sokan elutasítják, Bart erősen birkózik minden nap a lelkiismeretével. Valójában az a legnagyobb félelme, hogy egy nap jó lelkiismerete győzedelmeskedik. Ő a bajkeverő általában.

## Fordítás
- Ez a szócikk részben vagy egészben  a   Bart Simpson című angol Wikipédia-szócikk fordításán alapul.  Az eredeti cikk szerkesztőit annak laptörténete sorolja fel. Ez a jelzés csupán a megfogalmazás eredetét és a szerzői jogokat jelzi, nem szolgál a cikkben szereplő információk forrásmegjelöléseként.